# BC Oberhausen
Der BC Oberhausen 89 e. V. (kurz: BC Oberhausen) ist ein Billardverein aus Oberhausen. Der 1989 gegründete Verein ist mit sieben Titeln Rekordmeister der 1. Bundesliga Pool.

## Geschichte
Der BC Oberhausen wurde 1989 gegründet und trat noch im selben Jahr der Deutschen Billard-Union bei. Er ist im Billard-Verband Rhein-Ruhr-Ems organisiert, ist in Duisburg angemeldet und trägt seine Trainingseinheiten und Spiele im Bereich Poolbillard in Oberhausen aus, bis 2016 in Dinslaken. Die Snooker-Abteilung, die schwächer besetzt ist, hat ihren Spielort ebenfalls in Oberhausen.
Der Verein wurde im Jahre 2000 erstmals Deutscher Meister, spielt jedoch erst wieder seit dem Aufstieg 2007 ununterbrochen in der 1. Bundesliga Pool. Dort arbeitete sich die Mannschaft stetig nach oben, bis man nach dem zweiten Platz in der Saison 2008/09 schließlich 2010 erneut die Meisterschaft erringen konnte. Anschließend feierte der BC Oberhausen bis 2014 fünf Erfolge in Serie wurde damit Rekordmeister der Bundesliga Pool mit fünf Titeln. Danach beendete man die Liga jedes Jahr auf dem zweiten oder dritten Platz, bis 2022 der sechste Titelgewinn gelang.
In Reihen des BC Oberhausen befanden und befinden sich eine Reihe von erfolgreichen Poolspielern, unter anderem Oliver Ortmann (mehrfacher Welt- und Europameister), Niels Feijen (Welt- und mehrfacher Europameister), Andreas Roschkowsky (Europa- und deutscher Meister), Alex Lely (mehrfacher Europa- und niederländischer Meister), Günter Geisen (zehnfacher Deutscher Meister) und Lars Kuckherm (Deutscher Meister).
Vorstandsvorsitzender ist Svend Bohne, zweite Vorsitzende sind Hans-Peter Terheiden und Michal Zoltowski.